# Hökaberget
Hökaberget är ett naturreservat i Lindesbergs kommun i Örebro län.
Området är naturskyddat sedan 2009 och är 52 hektar stort. Reservatet utgör två delar där den södra delen omfattar den grunda Hökasjön med våtmark omkring och den norra omfattar berget med detta namn och besår av gammal barrskog och mindre myrmarker.